# Enoploides polysetosus
Enoploides polysetosus is een rondwormensoort uit de familie van de Thoracostomopsidae. De wetenschappelijke naam van de soort is voor het eerst geldig gepubliceerd in 1986 door Jensen.